# Srdce (symbol)

Srdce, symbol lásky

Srdce je v mnohých kulturách rozšířený symbol, který může označovat lásku, odvahu, statečnost, bojovnost a sebeobětování. V romanticko-sentimentálním smyslu je srdce chápáno jako „sídlo citu“.
Jeden z výkladů ♥ je, že představuje stylizované fíkové listy. Ty se v 2. tisíciletí př. n. l., později společně s listy břečťanu objevují jako dekorace na vázách a mínojských freskách. V 8. století př. n. l. dekorují korintští malíři vázy figurálními zobrazeními společně s břečťanovými listy a vinnými hrozny v podobě srdce. Břečťan v řecké, římské a raně křesťanské kultuře symbolizoval věčnou lásku.
V rytířské literatuře 12. a 13. století se objevují listy břečťanu v milostných scénách, často zmalované do ruda; červená sama je přitom symbolem lásky. Dnes známý symbol rudého srdce se rozšířil po Evropě, k tomuto rozšíření napomohla také úcta k Nejsvětějšímu Srdci Ježíšovu, které je samo symbolem boží lásky k člověku, v katolické církvi. Symbol srdce se dostal do heraldiky a ke konci 15. století se symbol srdce objevil také na kartách.
Symbol ♥ se ujal jako metafora lidského srdce teprve mezi 13. a 16. stoletím. Dříve se k témuž užívalo piniových šišek či pyramidy.
Jako emotikon se používá <3. V Unicode existuje několik symbolů srdce:
| Znak | Popis                                   | Kód v HTML                                 | Jak napsat |
| ---- | --------------------------------------- | ------------------------------------------ | ---------- |
| ♥    | U+2665 BLACK HEART SUIT                 | &#x2665; nebo &#9829; nebo entita &hearts; | alt+3      |
| ♡    | U+2661 WHITE HEART SUIT                 | &#x2661; nebo &#9825;                      |            |
| ❤    | U+2764 HEAVY BLACK HEART                | &#x2764;                                   |            |
| ❥    | U+2765 ROTATED HEAVY BLACK HEART BULLET | &#x2765;                                   |            |
| ❦    | U+2766 FLORAL HEART                     | &#x2766;                                   |            |
| ❧    | U+2767 ROTATED FLORAL HEART BULLET      | &#x2767;                                   |            |